# 李若梓
李若梓（16世紀—17世紀），號環洲，四川順慶府南充縣人，明朝政治人物。

## 生平
李若梓是隆慶元年舉人李益之孫，萬曆四十三年（1615年）中式乙卯科四川鄉試舉人，四十七年（1619年）成進士，獲授襄城知縣。縣內有麪油航稅困擾商人，他一一免除，三年後調任洪洞，襄城人民上書請求他留任，但奏准的旨令在他就任洪洞數月才送達，山西巡撫徐紹吉也說：「襄城洪洞人民都是赤子，奪此還彼，那麼洪洞人怎辦？」最後依舊在洪洞出任知縣。
其後李若梓陞為陝西兵備道副使，擒斬流寇神一元、普天飛，因為勞累致病，遷任河南布政使後去世，入祀鄉賢祠。

## 家族
曾祖李嘉和。祖父李益。父李莹然。

## 引用
1. 1 2  民國《南充縣志·第九卷·人物志》：李若梓，萬曆己未進士，益之孫。性孝友，任襄城令，郡有麪油航稅，為諸商病，悉罷之；三年調洪洞，襄民赴闕上書，旨云民情思戀，著照舊供職，旨下到洪洞數月矣。山西撫按亦據民詞留之，其畧云：「襄城洪洞均為赤子，奪此還彼，若洪洞何後？」陞陝西兵備道，時流寇猖獗，斬渠帥神一元、普天飛，以勞瘁致病，遷河南布政卒，崇祀鄉賢。
2. ↑  《萬曆四十七年己未科進士履歷便覽》：李若梓，環洲，诗五房，丙戌三月二十四日生。南充县人，乙卯七十四，会一百八十六，三甲九十八。户部政，本年授河南襄城知縣，辛酉本省同考，壬戌調繁洪洞县，甲子本省同考，乙丑行取考选，授户部主事，丙寅升郎中，大同管粮，己巳升陕西佥事，辛未革职。
3. ↑  民國《南充縣志·第八卷·人物志》：（萬曆）二十八年庚子（舉人）……李若梓 益孫